# Fëdor Ivanovič Uspenskij
Fëdor Ivánovič Uspénskij (in russo Фёдор Ива́нович Успе́нский?; Governatorato di Kostroma, 19 febbraio 1845 – Leningrado, 10 settembre 1928) è stato un bizantinista russo.
Tra il 1894 e il 1914 ricoprì la carica di direttore dell'Istituto archeologico russo di Costantinopoli.
Dal 1900 fu membro dell'Accademia delle scienze di San Pietroburgo, che nel 1917 avrebbe assunto la denominazione di Accademia russa delle scienze e nel 1925 sarebbe stata riorganizzata nell'Accademia delle scienze dell'URSS.
Tra il 1915 e il 1928 fu direttore della rivista Vizantijskij Vremennik.
Tra il 1921 e il 1928 fu presidente della Società Imperiale Ortodossa di Palestina.
È conosciuto per la sua monumentale Storia dell'impero bizantino, alla quale lavorò per oltre 25 anni.

## Biografia
Nato il 19 febbraio (7 febbraio nel calendario giuliano) 1845 nei pressi del villaggio di Gorkij, governatorato di Kostroma, compì i primi studi tra il 1854 e il 1860 nella limitrofa Galič.
Conseguita la laurea presso la facoltà di storia e filosofia dell'università di San Pietroburgo, pubblicò poco dopo, nel 1872, la sua prima opera, intitolata "Первые славянские монархии на северо-западе"  ("Pervye slavjanskie monarchii na Severo-Zapade" - "Le prime monarchie slave nel nord-ovest"). Dopo aver difeso con successo nel 1874 la sua tesi "Никита Акоминат из Хон" ("Nikita Akominat iz Chon" - "Niketas Akominatos da Cone"), ottenne l'abilitazione dal senato accademico dell'università imperiale di Novorossijsk (attuale università di Odessa). Intraprese in seguito diversi viaggi per ragioni di studio, principalmente in Francia e in Italia.
Nel 1879 fu nominato professore ordinario presso l'università imperiale di Novorossijsk dopo aver difeso la sua tesi di dottorato intitolata "Образование второго болгарского царства" ("Obrazovanie vtorogo bolgarskogo carstva" - "La formazione del secondo impero bulgaro").
Su sua iniziativa fu fondato nel 1895 l'Istituto archeologico russo di Costantinopoli, sul cui giornale ufficiale, lo "Известия русского археологического института в Константинополе" ("Izvestija russkogo archeologičeskogo instituta v Konstantinopole" - Giornale dell'istituto archeologico russo di Costantinopoli) pubblicò numerosi suoi articoli nonché relazioni sulle attività svolte dall'istituto. Da Costantinopoli Uspenskij intraprese numerose spedizioni archeologiche, tra le quali la più significativa fu quella compiuta in Siria ed in Palestina.
Sin dagli inizi della sua carriera accademica Uspenskij si specializzò nello studio della storia dell'Impero bizantino e degli Stati slavi medievali. Nella sua lezione inaugurale all'università di Novorossijsk discusse il ruolo della bizantinistica nell'ambito degli studi storici medievali  (si veda l'articolo "Значение византийских занятий в изучении средневековой истории" ("Značenie vizantijskich zanjatij v izučenii srednevekovoj istorii" - L'importanza degli studi bizantini nello studio della storia medievale)).
Nel corso dei suoi viaggi Uspenskij si dedicò in maniera significativa allo studio dei manoscritti bizantini e slavi, come è evidenziato dai diversi articoli scritti su questo argomento pubblicati sul "Записках Новороссийского Университета" ("Zapiskach Novorossijskogo Universiteta" - Note dell'università di Novorossijsk) e sul "Журнал Министерства народного просвещения" ("Žurnal Ministerstva narodnogo prosveščenija" - Giornale del Ministero della pubblica istruzione) tra il 1877 ed il 1879. Presso questi due periodici egli pubblicò anche lavori successivi; tra questi i più significativi furono quelli dedicati alla proprietà fondiaria nell'Impero bizantino, ad es. lo studio sull'istituto della pronoia "Значение византийской и южнославянской пронии" ("Znachenie vizantijskoj i južnoslavjanskoj pronii" - L'importanza della pronoia bizantina e slava meridionale) e quello sulla piccola proprietà contadina "К истории крестьянского землевладения в Византии" ("K istorii krest'janskogo zemlevladenija v Vizantii" - Storia della proprietà terriera contadina a Bisanzio), entrambi del 1883. Tra il 1891 ed il 1892 pubblicò presso il Giornale del ministero dell'istruzione importanti articoli sul sistema educativo dell'Impero bizantino, raccolti nel libro "Очерки по истории византийской образованности" ("Očerki po istorii vizantijskoj obrazovannosti" - Saggi sulla storia dell'educazione bizantina).
Tra il 1922 ed il 1927 continuò a tenere corsi presso l'università di Leningrado. Nel 1928 venne nominato membro dell'Accademia bulgara delle scienze.

## Opere
- (RU)  Первые славянские монархии на Северо-Западе (Pervye slavjanskie monarchii na Severo-Zapade - Le prime monarchie slave nel nord-ovest), 1872
- (RU)  Византийский писатель Никита Акоминат из Хонь (Nikita Akominat iz Chon - Niketas Akominatos da Cone), San Pietroburgo, 1874
- (RU)  Образование Второго Болгарского царства (Obrazovanie Vtorogo Bolgarskogo carstva - La formazione del secondo impero bulgaro), pubblicato in Записки Императорского Новороссийского университета (Zapiski Imperatorskogo Novorossijskogo universiteta - Note dell'università imperiale di Novorossijsk) n. 27, Odessa, 1879, p. 97-416
- (RU)  Значение византийской и южнославянской пронии (Znachenie vizantijskoj i južnoslavjanskoj pronii - L'importanza della pronoia bizantina e slava meridionale), San Pietroburgo, 1883; pubblicato in Сборник статей по славяноведению в честь В. И. Ламанского (Sbornik statej po slavjanovedeniju v čest' V. I. Lamanskogo - Raccolta di articoli di studi slavi in onore di V. I. Lamanskij), San Pietroburgo, 1901, p. 1-32
- (RU)  Переговоры о мире между Москвой и Польшей в 1581-1582 г. (Peregovory o mire meždu Moskvoj i Pol'šej v 1581–1582 - I colloqui d pace tra Moscovia e Polonia nel 1581-1582), Odessa, 1887
- (RU)  Византийские землемеры. Наблюдения по истории сельского хозяйства (Vizantijskie zemlemery. Nabljudenija po istorii sel'skogo chozjajstva - Gli agrimensori bizantini. Osservazioni sulla storia dell'agricoltura), Odessa, 1888
- (RU)  Русь и Византия в X веке (Rus' i Vizantija v X veke - Rus' e Bisanzio nel X secolo), discorso pronunciato l'11 maggio del 1888 presso la Società slava di beneficenza di Odessa in memoria del 900º anniversario del battesimo di Kiev
- (RU)  византийские владения на северном берегу Чёрного моря в IX—X век (Vizantijskie vladenija na severnom beregu Čornogo morja v IX—X vek - Possedimenti bizantini sulle sponde settentrionali del mar Nero nei secoli IX-X), Kiev, 1889
- (RU)  Очерки по истории Византийской образованности (Očerki po istorii Vizantijskoj obrazovannosti - Saggi sulla storia dell'educazione bizantina), pubblicato in Журнал Министерства народного просвещения (Žurnal Ministerstva narodnogo prosveščenija - Giornale del ministero dell'istruzione), San Pietroburgo, 1891, № 1, 4, 9, 10; 1892, № 1, 2
- (RU)  История Византийской империи (Istorija Vizantijskoj imperii - Storia dell'impero bizantino)

История Византийской империи, т.І (Istorija Vizantijskoj imperii т.І - Storia dell'impero bizantino vol. 1), San Pietroburgo, 1913 (seconda edizione Mosca, 1996)
История Византийской империи, т.ІI (Istorija Vizantijskoj imperii т.ІI - Storia dell'impero bizantino vol. 2), Leningrado, 1927 (seconda edizione Mosca, 1997)
История Византийской империи, т.ІII (Istorija Vizantijskoj imperii т.ІII - Storia dell'impero bizantino vol. 3), Mosca, 1948 (seconda edizione Mosca, 1997)
- (RU)  История Крестовых походов (Istorija krestovych pochodov - Storia delle Crociate), articolo pubblicato in Энциклопедический словарь Брокгауза и Ефрона (Enciklopedičeskij slovar' brokgauza i Efrona - Dizionario Enciclopedico Brockhaus ed Efron), 1901
- (RU)  История византийских учреждений. Источники (Istorija vizantijskich učreždenij. Istočniki - Storia delle istituzioni bizantine. Fonti)
- (RU)  Очерки из истории Трапезундской империи (Očerki iz istorii Trapezundskoj imperii - Storia dell'impero di Trebisonda)
- (RU)  Как возник и развивался в России Восточный вопрос (Kak voznik i razvivalsja v Rossii Vostočnyj vopros - Come la questione orientale si originò e si sviluppò in Russia)
- (RU)  А. П. Доброклонский. Преподобный Феодор, исповедник и игумен Студийский (A. P. Dobroklonskij. Prepodobnyj Feodor, ispovednik i igumen Studiyskij - A. P. Dobroklonskij. S. Teodoro, confessore e abate di Studion), recensione
- (RU)  Новая струя, вносящая оживление в историю Византии (Novaja struja, vnosjaščaja oživlenie v istoriju Vizantii - Nuovo corso, contributi al rinnovamento della storia bizantina)
- (RU)  Уклон консервативной Византии в сторону западных влияний (Uklon konservativnoj Vizantii v storonu zapadnych vlijanij - Il pregiudizio della conservatrice Bisanzio nei confronti delle influenze occidentali)
- (RU)  Наказ царя Ивана Васильевна Грозного князю Елецкому с товарищами (Nakaz carja Ivana Vasil'evna Groznogo knjazju Eleckomu s tovariščami - L'ordine di Ivan il Terribile, il principe Eleckij e i suoi compagni)
- (RU)  Пропаганда противоцерковных идей и учений. Происхождение ереси стригольников (Propaganda protiv cerkovnych idey i učenij. Proischoždenie eresi strigol'nikov - La propaganda delle idee e degli insegnamenti anti-ecclesiastici. Le origini dell'eresia degli Strigol'niki)
- (RU)  Синодик в неделю православия. Состав и происхождение частей его (Sinodik v nedelju pravoslaviya. Sostav i proischoždenie častej ego - Sinodico della Festa dell'Ortodossia. Composizione e origini)
- (RU)  Философское и богословское движение в XIV веке (Варлаам, Палама и приверженцы их) (Filosofskoe i bogoslovskoe dviženie v XIV veke (Varlaam, Palama i privežency ich) - Movimenti filosofici e teologici del XIV secolo (Barlaam, Palama ed i loro discepoli))